# Point of interest

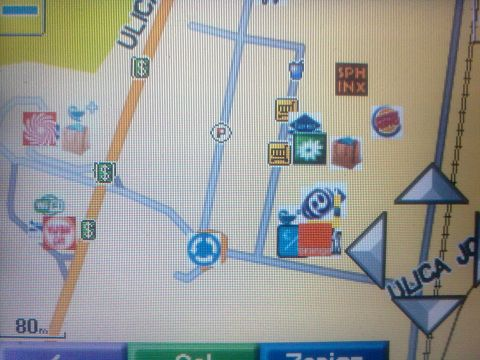

Een point of interest (afgekort: POI), ook nuttige plaats genoemd, stelt een bepaalde locatie in navigatiesoftware voor, bijvoorbeeld een tankstation, hotel of restaurant.
Points of interest worden gebruikt in een navigatiesysteem om een locatie met een bepaalde functie op te slaan. Bij geavanceerde navigatiesystemen is het mogelijk een telefoonverbinding op te zetten met een dergelijke locatie om bijvoorbeeld een afspraak te maken.